# Ö2 (scenkonst)
Ö2scenkonst eller bara Ö2 är en fri teatergrupp i Stockholm, startad 2018. 
Verksamheten startades av skådespelarna Anki Larsson och Teresia Pettersson. Ursprungligen verksamma på Östgötagatan 2 fram till 2020, därefter Katarina Bangata 80, har de sedan 2022–2023 sin verksamhet på två scener, på Bergsgatan 11 (före detta Fria teaterns scen) på Kungsholmen och på Götgatan 73 (före detta Boulevardteatern) på Södermalm.
Ö2 arbetar runt om i Sverige och har internationella samarbeten. De gör egna produktioner, samproduktioner, gästspel och erbjuder residens. Första produktionen var Jag heter Bente av Rikke Wölck i regi av Anita Ekström.
Ö2 har spelat uppsättningar som Den starkaste fisken av Elaine May, regi Judith Hollander, Tea at five av Matthew Lombardo, Sanning och konsekvens av Lars Norén, Efter Fedra av Hanna Nygårds. , " Teaterterroristerna" av Michael 
Segerström, bearbetning Teresia Pettersson, Att skiljas av Mia Törnqvist. Förlåt av Hanna Nygårds. 
Samarbeten som teatern har haft är bland annat med Folkteatern Gävleborg (föreställningen Projekt: Mamma av och med Alexandra Zetterberg), The Dark Heart and the Sweet Part med Teater Bastard, Mamsell, malströmmarna och jag med Svärmen , Min pappas ögon med Livet Bitch Scenkonst, Millennials med Teatr Weimar  och Utbrända själavårdare av Hampus Hallberg med Administrationen, Händelsehorisonten  av Eva Rexed i samarbete med Lumor.
Teatern driver även Ö2/Ung med yngre scenkonstnärer som bland annat har gjort föreställningarna Tänk om..., Klara livet, Rökfri/djurfri/bostadsfri.  och Förbjud alla blommor.